# 汴京保卫战
汴京保卫战或蒙古圍攻開封，是發生在1231年至1232年的戰役，蒙古軍包圍金朝的首都南京開封府（又稱汴京）。
從1211年開始，金國因拒絕作為蒙古的附庸國，與蒙古之間持續戰爭20多年。在1231年窩闊台汗派兩支軍隊圍攻開封，一個由他自己領導，另一個由他的兄弟拖雷指揮。一旦部隊集結成一支軍隊，軍隊的指揮權就交給了領導圍攻的速不台。蒙古人於1232年4月8日抵達開封。
圍攻剝奪了城市的資源，其居民被飢荒和疾病困擾。金兵用火器震天雷大炮防守，殺傷了許多蒙古軍。金國試圖安排一個和平條約，但蒙古使者唐庆等三十人因态度傲慢，被愤怒的金国飞虎军士兵申福、蔡元杀害，导致和谈破裂。 
为了尽量动员人力，城中除朝廷官员以外的所有男丁必须参与守城，包括太学生。凡是发现有在家闲居的男性直接处死。开兴元年（1232年）四月八日前，金军每晚由学生提灯照明，士兵出城夜袭蒙军。灯灭者处死。天兴元年（1232年）十月，下诏城内所有人自留三个月的粮食，余粮全数上缴。至十二月，汴京粮尽，哀宗出城东征，留下完颜奴申、崔立等人留守。离开前对全城戍兵说：“社稷宗廟在此，汝等壯士也。” 
哀宗逃離汴京去了蔡州。天兴二年（1233年）正月二十一日，汴京西面都尉、權元帥崔立伙同韩铎、药安国等人闯入尚书省，杀害了执政完颜奴申、完颜习尼阿不，击伤其余尚书省官吏。布告民众说：“吾為二執政閉門誤眾，將餓死，今殺之以救一城民。”並及時向蒙古人投降。蒙军为报复唐庆之死，杀害了平章政事侯挚等官员。而不愿随崔立投降的官员大多自缢或自尽，其中包括承旨乌古孙仲端、御史裴满阿虎带、户部尚书完颜珠颗、讲议蒲察琦、完颜忙哥、聂元吉父女等。天兴二年四月二十日，蒙古军进入開封，洗劫了這座城市，降将崔立的家也没能幸免。而城破前汴京已经发生了人吃人的惨剧，死者尸体上的肉也会在被运出后剐分。 
1234年，金哀宗自殺，蔡州被攻佔，金朝滅亡。